# Serie A 1980 (calcio femminile)
L'edizione 1980 è stata la tredicesima edizione del campionato italiano di Serie A femminile di calcio.
La Lazio 1975 Lubiam ha conquistato il suo secondo scudetto consecutivo. Il titolo di capocannoniere della Serie A è andato ad Elisabetta Vignotto, calciatrice del Gorgonzola, autrice di 29 gol. La Fiamma Monza era stata retrocessa in Serie B.
Al termine del campionato la Libertas e il Milan hanno rinunciato a iscriversi in Serie A. Di conseguenza, la Fiamma Monza è stata riammessa in Serie A.

## Stagione

### Novità
Al termine della stagione 1979 il Foggia e l'Eurokalor Bologna sono stati retrocessi in Serie B. Dalla Serie B 1980 sono stati promossi il Tigullio 72, il Fiamma Ceraso, il Cagliari e l'Alaska Lecce, vincitori dei quattro gironi di Serie B. Il Tigullio 72 successivamente rinuncia alla promozione per iscriversi alla Serie B.
L'A.C.F. Conegliano rinuncia a nominare un nuovo presidente ed è radiata dai ruoli federali perché il Presidente effettivo, Walter Luccarelli, è squalificato fino al 10 ottobre 1981 e non aveva titolo a rappresentare la società e pagare le tasse di iscrizione, come ha effettivamente fatto.
Al termine del campionato il Jolly Catania e il Metra Rodengo Saiano hanno rinunciato a iscriversi alla Serie A, dichiarando entrambe la propria inattività.
La F.I.G.C.F. di fronte a 5 rinunce (perché anche l'A.C.F. Padova inattiva per causa di forza maggiore dal 1979 ha rinunciato all'iscrizione al campionato) non rimpiazzabili a 2 settimane dall'inizio del campionato con squadre di Serie B, ha preferito ridurre l'organico della Serie A da 11 a 10 squadre (a causa di 4 rinunce di squadre di Serie A controbilanciate da 3 sole squadre promosse dalla Serie B).
Avvengono inoltre i seguenti cambi di denominazione:
- da S.S. Fiamma Ceraso a S.S. Fiamma Monza di Monza[1];
- da A.C.F. Italinox Gorgonzola a A.C.F. Gorgonzola di Gorgonzola.

### Formato
Le 10 squadre partecipanti si affrontano in un girone all'italiana con partite di andata e ritorno per un totale di 18 giornate. L'ultima classificata retrocede in Serie B.

## Squadre partecipanti
| Club               | Città           | Stagione precedente                        |
| ------------------ | --------------- | ------------------------------------------ |
| Alaska Lecce       | Veglie (LE)     | 1º posto in Serie B/D                      |
| Belluno            | Belluno         | 8º posto in Serie A                        |
| Cagliari           | Cagliari        | 1º posto in Serie B/C                      |
| Fiamma Monza       | Monza (MI)      | 1º posto in Serie B/B (come Fiamma Ceraso) |
| Giolli Gelati Roma | Roma            | 10º posto in Serie A                       |
| Gorgonzola         | Gorgonzola (MI) | 4º posto in Serie A                        |
| Lazio 1975 Lubiam  | Roma            | Campione d'Italia                          |
| Libertas           | Como            | 7º posto in Serie A                        |
| ACF Milan          | Milano          | 5º posto in Serie A                        |
| Spifa Verona       | Verona          | 9º posto in Serie A                        |

## Classifica finale
|  | Pos. | Squadra            | Pt | G  | V  | N | P  | GF | GS | DR  |
|  | ---- | ------------------ | -- | -- | -- | - | -- | -- | -- | --- |
|  | 1.   | Lazio 1975 Lubiam  | 30 | 18 | 12 | 6 | 0  | 42 | 9  | +33 |
|  | 2.   | Gorgonzola         | 30 | 18 | 13 | 4 | 1  | 51 | 7  | +44 |
|  | 3.   | ACF Milan          | 28 | 18 | 11 | 6 | 1  | 28 | 10 | +18 |
|  | 4.   | Alaska Lecce       | 23 | 18 | 9  | 5 | 4  | 43 | 19 | +24 |
|  | 5.   | Spifa Verona       | 19 | 18 | 9  | 1 | 8  | 33 | 26 | +7  |
|  | 6.   | Libertas           | 16 | 18 | 6  | 4 | 8  | 24 | 24 | 0   |
|  | 7.   | Belluno            | 14 | 18 | 4  | 6 | 8  | 15 | 24 | -9  |
|  | 8.   | Giolli Gelati Roma | 8  | 18 | 3  | 2 | 13 | 17 | 35 | -18 |
|  | 9.   | Cagliari           | 7  | 18 | 3  | 1 | 14 | 15 | 64 | -49 |
|  | 10.  | Fiamma Monza       | 5  | 18 | 1  | 3 | 14 | 13 | 63 | -50 |

Legenda:
      Campione d'Italia
      Retrocesse in Serie B 1981
Note:
Due punti a vittoria, uno a pareggio, zero a sconfitta.

## Risultati

### Calendario
| andata      | 1ª giornata          | ritorno     |
| 12 apr 1980 |                      | 28 giu 1980 |
| 2-2         | Verona-Lazio 1975    | 1-3         |
| 1-1         | Fiamma Monza-Belluno | 1-1         |
| 1-6         | Cagliari-Gorgonzola  | 0-10        |
| 1-2         | Roma-Milan           | 1-1         |
| 0-1         | Libertas-Lecce       | 1-1         |

| andata     | 4ª giornata         | ritorno     |
| 3 mag 1980 |                     | 18 lug 1980 |
| 0-0        | Belluno-Lecce       | 0-1         |
| 1-0        | Cagliari-F.Monza    | 1-2         |
| 1-5        | Roma-Lazio 1975     | 1-3         |
| 2-1        | Gorgonzola-Libertas | 1-0         |
| 2-1        | Milan-Verona        | 2-0         |

| andata      | 7ª giornata        | ritorno     |
| 24 mag 1980 |                    | 13 set 1980 |
| 10-0        | Lecce-Cagliari     | 2-2         |
| 1-0         | Belluno-Gorgonzola | 1-6         |
| 0-0         | Lazio 1975-Milan   | 1-1         |
| 3-1         | Libertas-F.Monza   | 3-2         |
| 2-1         | Verona-Roma        | 2-1         |

| andata      | 2ª giornata         | ritorno    |
| 19 apr 1980 |                     | 4 lug 1980 |
| 2-0         | Lecce-Verona        | 3-0        |
| 0-0         | Belluno-Libertas    | 1-1        |
| 4-0         | Lazio 1975-Cagliari | 5-0        |
| 3-1         | Milan-Fiamma Monza  | 3-0        |
| 2-0         | Gorgonzola-Roma     | 1-0        |

| andata      | 5ª giornata        | ritorno     |
| 10 mag 1980 |                    | 25 lug 1980 |
| 0-3         | Alaska Lecce-Milan | 0-2         |
| 0-1         | Fiamma Monza-Roma  | 1-1         |
| 2-1         | Lazio 1975-Belluno | 2-0         |
| 1-0         | Libertas-Cagliari  | 6-2         |
| 0-2         | Verona-Gorgonzola  | 0-2         |

| andata      | 8ª giornata         | ritorno     |
| 31 mag 1980 |                     | 20 set 1980 |
| 2-3         | Cagliari-Belluno    | 1-0         |
| 0-5         | Fiamma Monza-Verona | 0-6         |
| 0-2         | Roma-Alaska Lecce   | 1-4         |
| 1-0         | Gorgonzola-Milan    | 1-1         |
| 0-1         | Libertas-Lazio 1975 | 0-4         |

| andata      | 3ª giornata        | ritorno     |
| 26 apr 1980 |                    | 11 lug 1980 |
| 0-8         | F.Monza-Gorgonzola | 0-5         |
| 2-0         | Roma-Cagliari      | 1-2         |
| 3-1         | Lazio 1975-Lecce   | 0-0         |
| 0-1         | Libertas-Milan     | 1-1         |
| 2-1         | Verona-Belluno     | 1-0         |

| andata      | 6ª giornata        | ritorno    |
| 17 mag 1980 |                    | 6 set 1980 |
| 0-3         | F.Monza-Lazio 1975 | 1-4        |
| 1-4         | Cagliari-Verona    | 1-4        |
| 3-2         | Roma-Libertas      | 0-2        |
| 1-0         | Milan-Belluno      | 1-1        |
| 3-1         | Gorgonzola-Lecce   | 1-1        |

| andata     | 9ª giornata           | ritorno     |
| 7 giu 1980 |                       | 27 set 1980 |
| 8-1        | Alaska Lecce-F.Monza  | 6-2         |
| 1-0        | Belluno-Roma          | 3-2         |
| 0-0        | Lazio 1975-Gorgonzola | 0-0         |
| 1-0        | Milan-Cagliari        | 3-1         |
| 3-2        | Verona-Libertas       | 0-1         |

## Spareggio per il titolo
| 4 ottobre 1980 | Lazio 1975 Lubiam | 2 - 0 | Gorgonzola | Stadio dei Pini, Viareggio |

- Lazio 1975 Lubiam: Carocci; Silvaggi, Sossella; Montesi, Furlotti, Rocca (capitano); Biondi, Grilli, Augustesen, O'Brien, Del Rio. Allenatore: Mario Celini.
- Gorgonzola: Seghetti; Perin, Araldi; Hunter (79' Brusa), Solia, Villa; Fuoco, Gualdi Assunta (I), Vignotto, Neillis, Sánchez. Allenatore: Rino Mussi.
- Reti: 65' autogol (G), 69' Dal Rio (L).
- Arbitro: Furio Sodali.

## Verdetti finali
- Lazio 1975 Lubiam: Campione d'Italia
- Fiamma Monza: retrocessa in Serie B. In seguito è riammessa in Serie A alla compilazione dei quadri 1981.